# Theodorus van der Groe
Theodorus van der Groe (geboren als Dirk van der Groe) (Zwammerdam, 3 september 1705 - Kralingen, 24 juni 1784) was een Nederlandse gereformeerde predikant en theoloog die diverse godsdienstige werken heeft gepubliceerd. Van der Groe staat vooral bekend als boetprediker en hij wordt wel beschouwd als de laatste vertegenwoordiger van de Nadere Reformatie: Van der Groe doet het hekje toe.

## Levensloop
Van der Groe werd in 1705 geboren als zoon van de predikant Ludovicus van der Groe en Johanna Laats. Hij is een achterneef van de predikant Joan Hugo van der Groe en de broer van de schrijfster Eva van der Groe. Van der Groe studeerde theologie aan de Universiteit van Leiden. Na zijn studie was hij predikant in Rijnsaterwoude (1730). Tijdens zijn periode in Rijnsaterwoude is hij bekeerd. Mede hierdoor is hij altijd erg waarschuwend geweest voor zelfbedrog. In 1740 werd hij dominee in Kralingen bij Rotterdam, waar hij tot zijn dood predikant zou zijn.
Van der Groe wordt beschouwd als een boetprediker die heel sterk waarschuwde tegen de zonden van zijn tijd. Onder de bevindelijk gereformeerden worden zijn preken en verhandelingen bijvoorbeeld over het ware geloof nog steeds gelezen. In de kerk van zijn dagen nam Van der Groe een enigszins eenzame positie in.
Van der Groe heeft verschillende boeken over de geloofsleer geschreven. Deze boeken dragen allemaal een sterk waarschuwend karakter. Zijn bekendste boek is de Toetssteen van ware en valse genade. Dit boek is in 2008 herdrukt in de vorm van een dagboek. Er wordt in dit boek een sterk onderscheid gemaakt tussen de bijzondere genade van God waardoor de gelovigen behouden worden en de algemene genade van God. De kerkgangers worden opgeroepen tot onderzoek of zij de bijzondere genade bezitten of slechts de algemene genade. Volgens Van der Groe menen velen het waar zaligmakend geloof te bezitten, maar bezitten het niet.
Van der Groe grijpt in zijn werken, ter onderbouwing van zijn standpunt, terug op de geschriften van de reformatoren en de drie formulieren van enigheid. Op die manier toont hij aan dat zijn leer niet afwijkt van de leer die in de zestiende en zeventiende eeuw in Nederland algemeen beleden werd.

## Theologie

##### Geloof en rechtvaardiging
Volgens Van der Groe is de functie van het geloof in relatie tot de rechtvaardiging dezelfde als bij een bedelaar die een groot geschenk ontvangt van een weldoener. De bedelaar ontvangt met lege hand het grote geschenk dat een weldoener erin legt. Zo is het ook met de rechtvaardiging door het geloof. De zondaar ontvangt het geschenk van de rechtvaardiging met een lege hand van God. Daarom kan het geloof ook niet als een verdienende of werkende oorzaak van de rechtvaardiging gezien worden. Het is slechts een ontvangend instrument om Gods geschenk te ontvangen. 

Van der Groe wil het geloof wel erkennen als een noodzakelijk instrument in de rechtvaardiging, maar ook niet meer dan dat. Daarmee probeert Van der Groe net als zijn tijdgenoot Alexander Comrie de opvatting uit de Reformatie te handhaven, dat de mens alleen door genade gered wordt.
In zijn preken is sprake van een lijdelijkheidselement. Slechts zelden doet Van der Groe een dringende oproep tot de onbekeerden uitgaan om tot Jezus te vluchten met hun nood. T. Brienen stelt dat in de preken van Van der Groe de dogmatische orde over de exegetische orde heerst.

## Voornaamste werken
- Beschrijvinge van het oprecht en zielzaligend geloove (Rotterdam, 1742; 7e druk: Urk, 1976)
- Toetssteen der ware en valse genade (Rotterdam, 1752-1753; 2 dln.; 12e druk: Houten, 2002) ISBN 978-90-331-2550-8
- Des Christens enigen troost in leven en sterven: of, Verklaring van de Heidelbergse Catechismus (Rotterdam, 1838-1839; Houten, 1979; 2 dln.) ISBN 978-90-331-0002-4
- Biddagspredikatieën (Utrecht, 1787; 10e druk: Des Heeren last, Rumpt, 1998) ISBN 978-90-5741-080-2
- Brieven van Theodorus van der Groe ('s-Gravenhage, 1838-1839; 2 dln.; 10e druk: Houten, 2000) ISBN 978-90-331-1377-2

## Trivia
De kleine Filadelfiagemeente uit Culemborg gelooft dat de Geest is geweken uit alle kerken in Nederland sinds Van der Groe op 19 februari 1777 naar aanleiding van Jesaja 6:9 en 10 zijn (volgens hen) vloekvonnis over Nederland uitsprak. Maar er is een overblijfsel; zo gelooft men, omdat Gods Woord in Jesaja 6:13 hoop geeft op een overblijfsel waar ook Van der Groe op wees. Het toekennen van een actuele betekenis aan de oordeelsprediking van Van der Groe is onder andere ook te vinden in Het diep verval van de kerk en hare bediening in onze dagen van H. Vermeulen en in De oordeelen Gods over Neerlands Kerk van ds. H. Visser Mz.
- Biografisch Portaal: 24766096
- Gemeinsame Normdatei: 119014653
- International Standard Name Identifier: 0000 0003 8519 6331
- Library of Congress Control Number: nb90822873
- Nederlandse Thesaurus van Auteursnamen: 06862106X
- Virtual International Authority File: 74219868
- WorldCat: E39PBJkp7rqBkdbXPMcYcPvGpP